# Tart-le-Haut
Tart-le-Haut è un comune francese di 1 414 abitanti situato nel dipartimento della Côte-d'Or nella regione della Borgogna-Franca Contea.

## Società

### Evoluzione demografica
Abitanti censiti